# Hexatoma (Eriocera) caminaria
Hexatoma (Eriocera) caminaria is een tweevleugelige uit de familie steltmuggen (Limoniidae). De soort komt voor in het Neotropisch gebied.